# U-19-Unihockey-Weltmeisterschaft 2018
Die 8. Unihockey-Weltmeisterschaft der U-19-Juniorinnen wurde vom 2. bis 6. Mai 2018 in der Schweiz ausgetragen. Die Spiele fanden in Herisau und St. Gallen statt. Es nahmen 8 Mannschaften in der A- und 7 in der B-Division teil. Die Divisionen wurden in je zwei Gruppen unterteilt. Die Veranstaltung wurde von der International Floorball Federation ausgetragen. Die schwedischen Juniorinnen gingen als Titelverteidigerinnen ins Turnier und konnten diese verteidigen. Es war der dritte Titel in Serie und sechste insgesamt für die schwedischen U19-Juniorinnen.

## Qualifikation
Ursprünglich hatten sich 17 Mannschaften für das Turnier registriert. Nachdem die Suspension des russischen Verbandes aufgehoben worden war, stieß das U-19-Team Russlands ebenfalls zum Teilnehmerfeld hinzu. Darunter waren 14 Teams aus Europa, zwei aus Asien und Ozeanien und zwei aus Nordamerika. Zum ersten Mal registrierten sich die U19-Nationalmannschaften Australiens, Neuseelands, der Niederlande und Österreichs, wobei letztere beiden in der Qualifikation scheiterten. 
Alle vier nicht-europäischen Nationen und die besten zehn europäischen der letzten Weltmeisterschaft waren direkt qualifiziert. Darunter die besten sieben und der Sieger der B-Division für die A-Division. Die restlichen Teams für die B-Division, wobei die letzten beiden Startplätze in einem Qualifikationsturnier zwischen dem 8. und 10. September 2017 in Linz ausgetragen wurden.

## Modus
In der A-Division spielten die Mannschaften innerhalb der Gruppe jeweils gegen jede Mannschaft. Die besten zwei Mannschaften je Gruppe zogen in die Halbfinals ein. Die restlichen vier Mannschaften spielten Platzierungspartien. Der achte Rang wird an der Weltmeisterschaft 2020 in der B-Division antreten.
In der B-Division fanden ebenfalls zuerst Gruppenspiele statt. Die besten zwei Mannschaften je Gruppe zogen in die Halbfinals ein. Der Sieger des Finals war für die Weltmeisterschaft 2020 in der A-Division qualifiziert.

## Gruppen
| A-Division      | A-Division   | B-Division              | B-Division     |
| Gruppe A        | Gruppe B     | Gruppe C                | Gruppe D       |
| --------------- | ------------ | ----------------------- | -------------- |
| Schweden (1)    | Finnland (2) | Lettland (8)            | Kanada (10)    |
| Tschechien (4)  | Schweiz (3)  | Vereinigte Staaten (12) | Ungarn (11)    |
| Norwegen (5)    | Polen (6)    | Österreich (15)         | Russland (18)  |
| Deutschland (9) | Slowakei (7) | Australien (–)          | Neuseeland (–) |

## A-Division

### Gruppenspiele

#### Gruppe A
| Platz | Land        | Sp | S | U | N | +  | -  | Pkt |
| ----- | ----------- | -- | - | - | - | -- | -- | --- |
| 1.    | Schweden    | 3  | 3 | 0 | 0 | 56 | 4  | 6   |
| 2.    | Tschechien  | 3  | 2 | 0 | 1 | 19 | 15 | 4   |
| 3.    | Norwegen    | 3  | 1 | 0 | 2 | 7  | 23 | 2   |
| 4.    | Deutschland | 3  | 0 | 0 | 3 | 2  | 42 | 0   |

| 2. Mai 2018 10:00 |  | Deutschland | 0:29 (0:9, 0:11, 0:9) Spielbericht | Schweden | Athletik Zentrum, St. Gallen Zuschauer: 416 |

| 2. Mai 2018 13:00 |  | Tschechien | 9:0 (5:0, 1:0, 3:0) Spielbericht | Norwegen | Athletik Zentrum, St. Gallen Zuschauer: 334 |

| 3. Mai 2018 10:00 |  | Schweden | 14:2 (3:0, 7:1, 4:1) Spielbericht | Norwegen | Athletik Zentrum, St. Gallen Zuschauer: 474 |

| 3. Mai 2018 13:00 |  | Deutschland | 2:8 (0:4, 2:1, 0:3) Spielbericht | Tschechien | Athletik Zentrum, St. Gallen Zuschauer: 378 |

| 4. Mai 2018 10:00 |  | Norwegen | 5:0 (1:0, 2:0, 2:0) Spielbericht | Deutschland | Athletik Zentrum, St. Gallen Zuschauer: 367 |

| 4. Mai 2018 13:00 |  | Schweden | 13:2 (3:0, 8:2, 2:0) Spielbericht | Tschechien | Athletik Zentrum, St. Gallen Zuschauer: 682 |

#### Gruppe B
| Platz | Land     | Sp | S | U | N | +  | -  | Pkt |
| ----- | -------- | -- | - | - | - | -- | -- | --- |
| 1.    | Finnland | 3  | 3 | 0 | 0 | 18 | 5  | 6   |
| 2.    | Polen    | 3  | 2 | 0 | 1 | 10 | 13 | 4   |
| 3.    | Schweiz  | 3  | 0 | 1 | 2 | 9  | 13 | 1   |
| 4.    | Slowakei | 3  | 0 | 1 | 2 | 8  | 14 | 1   |

| 2. Mai 2018 16:00 |  | Polen | 0:7 (0:0, 0:2, 0:5) Spielbericht | Finnland | Athletik Zentrum, St. Gallen Zuschauer: 421 |

| 2. Mai 2018 19:00 |  | Slowakei | 3:3 (1:1, 2:2, 0:0) Spielbericht | Schweiz | Athletik Zentrum, St. Gallen Zuschauer: 837 |

| 3. Mai 2018 16:00 |  | Slowakei | 4:5 (0:2, 2:1, 2:2) Spielbericht | Polen | Athletik Zentrum, St. Gallen Zuschauer: 498 |

| 3. Mai 2018 19:00 |  | Schweiz | 4:5 (1:2, 1:1, 2:2) Spielbericht | Finnland | Athletik Zentrum, St. Gallen Zuschauer: 927 |

| 4. Mai 2018 16:00 |  | Finnland | 6:1 (2:0, 1:1, 3:3) Spielbericht | Slowakei | Athletik Zentrum, St. Gallen Zuschauer: 393 |

| 4. Mai 2018 19:00 |  | Schweiz | 2:5 (1:2, 0:1, 1:2) Spielbericht | Polen | Athletik Zentrum, St. Gallen Zuschauer: 1291 |

### Finalrunde
Spiel um Platz 7
| 5. Mai 2018 10:00 |  | Slowakei | 4:5 (0:2, 1:1, 3:2) Spielbericht | Deutschland | Athletik Zentrum, St. Gallen Zuschauer: 276 |

Spiel um Platz 5
| 5. Mai 2018 16:00 |  | Norwegen | 2:8 (0:2, 1:1, 3:2) Spielbericht | Schweiz | Athletik Zentrum, St. Gallen Zuschauer: 954 |

Play-Offs

|  | Halbfinale             | Halbfinale             |                            |   | Finale                     | Finale                     |
|  |                        |                        |                            |   |                            |                            |
|  | Schweden               | 10                     |                            |   |                            |                            |
|  | Polen                  | 2                      |                            |   |                            |                            |
|  | Sa., 5. 2018 19:00 Uhr |                        |                            |   |                            |                            |
|  |                        |                        | So., 6. Mai 2018 15:00 Uhr |   |                            |                            |
|  | Schweden               | 7                      |                            |   |                            |                            |
|  |                        | Finnland               | 2                          |   |                            |                            |
|  |                        |                        |                            |   |                            |                            |
|  | Spiel um Platz 3       |                        |                            |   |                            |                            |
|  | Sa., 5. 2018 13:00 Uhr | Sa., 5. 2018 13:00 Uhr | Polen                      | 1 |                            |                            |
|  | Finnland               | 4                      | Tschechien                 | 3 |                            |                            |
|  | Tschechien             | 1                      |                            |   | So., 6. Mai 2018 12:00 Uhr | So., 6. Mai 2018 12:00 Uhr |

V Sieg in der Overtime
PS Sieg nach dem Penalty-Shoutout
Halbfinale
| 5. Mai 2018 19:00 |  | Schweden | 10:2 (2:0, 6:1, 2:1) Spielbericht | Polen | Athletik Zentrum, St. Gallen Zuschauer: 388 |

| 5. Mai 2018 13:00 |  | Finnland | 4:1 (1:0, 1:0, 2:1) Spielbericht | Tschechien | Athletik Zentrum, St. Gallen Zuschauer: 495 |

Spiel um Platz 3
| 6. Mai 2018 12:00 |  | Polen | 1:3 (0:0, 1:2, 0:1) Spielbericht | Tschechien | Athletik Zentrum, St. Gallen Zuschauer: 1113 |

Finale
| 6. Mai 2018 15:00 |  | Schweden | 7:2 (2:0, 6:1, 2:1) Spielbericht | Finnland | Athletik Zentrum, St. Gallen Zuschauer: 1519 |

### Abschlussplatzierung
| Platz | Land        |
| ----- | ----------- |
| 1     | Schweden    |
| 2     | Finnland    |
| 3     | Tschechien  |
| 4     | Polen       |
| 5     | Schweiz     |
| 6     | Norwegen    |
| 7     | Deutschland |
| 8     | Slowakei    |

## B-Division

### Gruppenspiele

#### Gruppe C
| Platz | Land               | Sp | S | U | N | +  | -  | Pkt |
| ----- | ------------------ | -- | - | - | - | -- | -- | --- |
| 1.    | Lettland           | 3  | 3 | 0 | 0 | 56 | 5  | 6   |
| 2.    | Österreich         | 3  | 2 | 0 | 1 | 12 | 25 | 4   |
| 3.    | Australien         | 3  | 0 | 1 | 2 | 8  | 25 | 1   |
| 4.    | Vereinigte Staaten | 3  | 0 | 1 | 2 | 7  | 28 | 1   |

| 2. Mai 2018 10:00 |  | Österreich | 10:1 (0:0, 4:1, 2:0) Spielbericht | Australien | Sportzentrum Herisau, Herisau Zuschauer: 128 |

| 2. Mai 2018 13:00 |  | Vereinigte Staaten | 0:20 (0:6, 0:8, 0:6) Spielbericht | Lettland | Sportzentrum Herisau, Herisau Zuschauer: 130 |

| 3. Mai 2018 10:00 |  | Österreich | 5:4 (0:6, 0:8, 0:6) Spielbericht | Vereinigte Staaten | Sportzentrum Herisau, Herisau Zuschauer: 295 |

| 3. Mai 2018 13:00 |  | Australien | 4:16 (1:6, 2:3, 1:7) Spielbericht | Lettland | Sportzentrum Herisau, Herisau Zuschauer: 161 |

| 4. Mai 2018 10:00 |  | Lettland | 20:1 (7:0, 6:0, 7:1) Spielbericht | Österreich | Sportzentrum Herisau, Herisau Zuschauer: 165 |

| 4. Mai 2018 13:00 |  | Australien | 3:3 (0:2, 1:0, 2:1) Spielbericht | Vereinigte Staaten | Sportzentrum Herisau, Herisau Zuschauer: 367 |

#### Gruppe D
| Platz | Land       | Sp | S | U | N | +  | -  | Pkt |
| ----- | ---------- | -- | - | - | - | -- | -- | --- |
| 1.    | Russland   | 3  | 3 | 0 | 0 | 27 | 7  | 6   |
| 2.    | Ungarn     | 3  | 2 | 0 | 1 | 12 | 9  | 4   |
| 3.    | Kanada     | 3  | 1 | 0 | 2 | 8  | 16 | 2   |
| 4.    | Neuseeland | 3  | 0 | 0 | 3 | 5  | 20 | 0   |

| 2. Mai 2018 16:00 |  | Kanada | 2:10 (1:3, 1:7, 0:0) Spielbericht | Russland | Sportzentrum Herisau, Herisau Zuschauer: 113 |

| 2. Mai 2018 19:00 |  | Ungarn | 5:1 (1:0, 2:1, 2:0) Spielbericht | Neuseeland | Sportzentrum Herisau, Herisau Zuschauer: 108 |

| 3. Mai 2018 16:00 |  | Kanada | 3:5 (0:1, 1:3, 2:1) Spielbericht | Ungarn | Sportzentrum Herisau, Herisau Zuschauer: 99 |

| 3. Mai 2018 19:00 |  | Russland | 12:3 (2:1, 1:0, 9:2) Spielbericht | Neuseeland | Sportzentrum Herisau, Herisau Zuschauer: 92 |

| 4. Mai 2018 16:00 |  | Neuseeland | 1:3 (1:1, 0:1, 0:1) Spielbericht | Kanada | Sportzentrum Herisau, Herisau Zuschauer: 223 |

| 4. Mai 2018 19:00 |  | Russland | 5:2 (1:1, 1:1, 3:0) Spielbericht | Ungarn | Sportzentrum Herisau, Herisau Zuschauer: 142 |

### Finalrunde
Spiel um Platz 15
| 5. Mai 2018 10:00 |  | Neuseeland | 6:2 (3:0, 2:2, 1:0) Spielbericht | Vereinigte Staaten | Sportzentrum Herisau, Herisau Zuschauer: 159 |

Spiel um Platz 13
| 5. Mai 2018 19:00 |  | Australien | 1:5 (1:2, 0:0, 0:3) Spielbericht | Kanada | Sportzentrum Herisau, Herisau Zuschauer: 172 |

Play-Offs

|  | B–Halbfinale           | B–Halbfinale           |                           |   | B–Finale                  | B–Finale                  |
|  |                        |                        |                           |   |                           |                           |
|  | Lettland               | 3                      |                           |   |                           |                           |
|  | Ungarn                 | 0                      |                           |   |                           |                           |
|  | Sa., 5. 2018 13:00 Uhr |                        |                           |   |                           |                           |
|  |                        |                        | So., 6. Mai 2018 9:00 Uhr |   |                           |                           |
|  | Lettland               | 9                      |                           |   |                           |                           |
|  |                        | Russland               | 2                         |   |                           |                           |
|  |                        |                        |                           |   |                           |                           |
|  | Spiel um Platz 11      |                        |                           |   |                           |                           |
|  | Sa., 5. 2018 16:00 Uhr | Sa., 5. 2018 16:00 Uhr | Ungarn                    | 6 |                           |                           |
|  | Russland               | 8                      | Österreich                | 1 |                           |                           |
|  | Österreich             | 3                      |                           |   | So., 6. Mai 2018 9:00 Uhr | So., 6. Mai 2018 9:00 Uhr |

V Sieg in der Overtime
PS Sieg nach dem Penalty-Shoutout
B−Halbfinale
| 5. Mai 2018 13:00 |  | Lettland | 3:0 (1:0, 2:0, 0:0) Spielbericht | Ungarn | Sportzentrum Herisau, Herisau Zuschauer: 129 |

| 5. Mai 2018 16:00 |  | Russland | 8:3 (1:1, 3:0, 4:2) Spielbericht | Österreich | Sportzentrum Herisau, Herisau Zuschauer: 133 |

Spiel um Platz 11
| 6. Mai 2018 9:00 |  | Ungarn | 6:1 (1:1, 3:0, 2:0) Spielbericht | Österreich | Sportzentrum Herisau, Herisau Zuschauer: 108 |

B-Finale
| 6. Mai 2018 9:00 |  | Lettland | 9:2 (2:0, 5:1, 2:1) Spielbericht | Russland | Athletik Zentrum, St. Gallen Zuschauer: 198 |

### Abschlussplatzierung
| Platz | Land               |
| ----- | ------------------ |
| 9     | Lettland           |
| 10    | Russland           |
| 11    | Ungarn             |
| 12    | Österreich         |
| 13    | Kanada             |
| 14    | Australien         |
| 15    | Neuseeland         |
| 16    | Vereinigte Staaten |